# كريستين سونغ
كريستين سونغ (بالإنجليزية: Christine Song)‏ هي لاعبة غولف أمريكية، ولدت في 14 يونيو 1991 في بربانك في الولايات المتحدة.

## وصلات خارجية
- كريستين سونغ على موقع رابطة لاعبات الغولف المحترفات (الإنجليزية)